# 보충대사 반응
보충대사 반응(補充代謝反應, 영어: anaplerotic reaction)은 대사 경로의 대사 중간생성물을 형성하는 화학 반응이다. 이 용어는 "위로(up)"를 의미하는 그리스어 "ἀνά"와 "채우다(to fill)"를 의미하는 그리스어 "πληρόω"에서 유래하였다. 보충대사 반응의 예는 시트르산 회로에서 찾을 수 있다. 세포 호흡을 위해 정상적으로 작동하는 시트르산 회로에서 대사 중간생성물의 농도는 일정하게 유지된다. 그러나 많은 생합성 반응들에서도 시트르산 회로의 대사 중간생성물들을 기질로 사용한다. 보충대사 반응은 다른 생합성에 사용되기 위해 시트르산 회로 밖으로 빠져나간 대사 중간생성물들을 보충하는 것이다.
시트르산 회로는 물질대사의 허브이며, 에너지 생산과 생합성 모두에서 핵심적인 역할을 한다. 따라서 세포가 미토콘드리아에서 시트르산 회로의 대사 중간생성물들의 농도를 조절하는 것이 중요하다. 세포 내 물질대사의 항상성을 유지하기 위해 동화적인 대사 흐름(anaplerotic flux)은 이화적인 대사 흐름(cataplerotic flux)과 균형을 유지해야 한다.

## 주요 보충대사 반응의 예
5가지 주요 보충대사 반응이 있으며, 피루브산으로부터 옥살로아세트산을 생성하는 반응이 생리학적으로 가장 중요한 것으로 간주된다.
| 출발물질        | 생성물           | 반응                                                                                        | 설명 |
| --------------- | ---------------- | ------------------------------------------------------------------------------------------- | --- |
| 피루브산        | 옥살로아세트산   | 피루브산 + HCO3− + ATP {\displaystyle \longrightarrow } 옥살로아세트산 + ADP + Pi + H2O     | 이 반응은 아세틸-CoA에 의해 활성화되는 효소인 피루브산 카복실화효소에 의해 촉매되며, 이는 옥살로아세트산이 부족함을 나타낸다. 이 반응은 동물의 미토콘드리아에서 일어난다. 가장 중요한 보충대사 반응으로 피루브산 카복실화효소의 결핍은 중증도에 따라 젖산증, 심각한 정신운동 결핍 또는 영아 사망을 초래한다. 피루브산은 또한 유사한 방식으로 또 다른 대사 중간생성물인 L-말산으로 전환될 수 있다. |
| 아스파르트산    | 옥살로아세트산   | –                                                                                           | 이 반응은 아스파르트산 아미노기전이효소에 의한 아미노기 전이반응으로 아스파르트산으로부터 옥살로아세트산을 생성하는 가역적인 반응이다. |
| 글루탐산        | α-케토글루타르산 | 글루탐산 + NAD+ + H2O {\displaystyle \longrightarrow } NH4+ + α-케토글루타르산 + NADH + H+. | 이 반응은 글루탐산 탈수소효소에 의해 촉매된다. |
| 지방산의 β 산화 | 석시닐-CoA       | –                                                                                           | 홀수 지방산이 산화되면 지방산 1분자당 1분자의 석시닐-CoA가 생성된다. 마지막 효소는 메틸말로닐-CoA 뮤테이스이다. 트라이헵타노인(3개의 헵탄산(C7:0)을 포함하고 있는 지방)은 피루브산 카복실화효소 결핍증을 치료하는 데 사용할 수 있다. |
| 아데닐로석신산  | 푸마르산         | 아데닐로석신산 {\displaystyle \longrightarrow } AMP + 푸마르산                              | 이 반응은 아데닐로석신산 분해효소에 의해 촉매되며 퓨린 합성 및 퓨린 뉴클레오타이드 회로에서 일어난다. 이 효소의 결핍은 정신운동 지체를 유발한다. |

말산은 세포질에서 포스포엔올피루브산 카복실화효소와 말산 탈수소효소에 의해 생성된다. 미토콘드리아 기질의 말산은 피루브산(말산효소에 의해 촉매됨) 또는 옥살로아세트산을 만드는 데 사용할 수 있으며, 둘 다 시트르산 회로에 들어갈 수 있다.
글루타민은 또한 많은 c-Myc 형질전환 세포에서 볼 수 있는 글루타민 분해를 통해 다양한 유형의 세포에서 보충대사 반응 동안 옥살로아세트산을 생성하는 데 사용할 수 있다.

## 보충대사 반응 관련 질병
피루브산 카복실화효소 결핍증은 보충대사 반응을 크게 감소시키는 선천성 대사 이상이다. 홀수 지방산을 가지고 있는 트라이글리세라이드인 트라이헵타노인과 같은 다른 보충대사 반응의 기질을 사용하여 이러한 질환을 치료하는 데 사용할 수 있다.

## 같이 보기
- 시트르산 회로